# 대전로
대전로(Daejeon-ro)는 대전광역시 동구 구도동 남대전 나들목과 대덕구 읍내동 읍내삼거리를 잇는 대전광역시의 도로이다. 동구 대성동 ~ 천동 구간을 제외하고 모두 국도 제17호선에 속한다.

## 역사
- 2009년 7월 10일 : 2개 이상 시·도에 걸쳐 있는 도로로 대전로를 고시[1]

## 주요 경유지
대전광역시
- 동구 (구도동 · 낭월동 · 대성동 · 가오동 · 천동 · 효동 · 인동 · 원동 · 정동 · 삼성동 · 홍도동) - 대덕구 (오정동 · 대화동 · 읍내동)

## 노선
| 이름                | 접속 노선                               | 소재지        | 소재지        | 비고               |
| 금산로와 직결       | 금산로와 직결                           | 금산로와 직결 | 금산로와 직결 | 금산로와 직결      |
| ------------------- | --------------------------------------- | ------------- | ------------- | ------------------ |
| 남대전 나들목       | 35호선 통영대전고속도로                 | 대전광역시    | 동구          | 국도 제17호선 구간 |
| 남대전종합물류단지  | 물류로                                  | 대전광역시    | 동구          | 국도 제17호선 구간 |
| 낭월다리            |                                         | 대전광역시    | 동구          | 국도 제17호선 구간 |
| 대별삼거리          | 산내로                                  | 대전광역시    | 동구          | 국도 제17호선 구간 |
| 대별교 동단         | 산서로                                  | 대전광역시    | 동구          | 국도 제17호선 구간 |
| 대성동삼거리        | 국도 제17호선 (대종로)                  | 대전광역시    | 동구          | 국도 제17호선 구간 |
| (은어송마을2단지)   | 대전광역시도 제69호선 (동구청로)        | 대전광역시    | 동구          |                    |
| 가오동네거리        | 은어송로                                | 대전광역시    | 동구          |                    |
| (천석교 북단)       | 국도 제17호선 (대종로224번길)           | 대전광역시    | 동구          | 국도 제17호선 구간 |
| 효동네거리          | 계족로 대전광역시도 제13호선 (보문로)   | 대전광역시    | 동구          | 국도 제17호선 구간 |
| 인동네거리          | 국도 제4호선 (충무로)                   | 대전광역시    | 동구          | 국도 제17호선 구간 |
| (신흥지하차도 서단) | 신인로                                  | 대전광역시    | 동구          | 국도 제17호선 구간 |
| 원동네거리          | 대흥로 대전광역시도 제52호선 (동대전로) | 대전광역시    | 동구          | 국도 제17호선 구간 |
| 중앙시장삼거리      | 중교로                                  | 대전광역시    | 동구          | 국도 제17호선 구간 |
| 대전역네거리        | 중앙로                                  | 대전광역시    | 동구          | 국도 제17호선 구간 |
| (정동지하차도 서단) | 삼가로 대전광역시도 제12호선 (선화로)   | 대전광역시    | 동구          | 국도 제17호선 구간 |
| 삼성네거리          | 대전광역시도 제55호선 (우암로)          | 대전광역시    | 동구          | 국도 제17호선 구간 |
| 제1삼성교           |                                         | 대전광역시    | 동구          | 국도 제17호선 구간 |
| (성남지하차도 남단) | 성남로                                  | 대전광역시    | 동구          | 국도 제17호선 구간 |
| 삼성오거리          | 동서대로 대전광역시도 제63호선 (현암로) | 대전광역시    | 동구          | 국도 제17호선 구간 |
| 홍도3건널목         |                                         | 대전광역시    | 동구          | 국도 제17호선 구간 |
| 대덕구              |                                         | 대전광역시    |               | 국도 제17호선 구간 |
| 한남오거리          | 오정로 한남로                           | 대전광역시    |               | 국도 제17호선 구간 |
| 오정네거리          | 대전광역시도 제16호선 (한밭대로)        | 대전광역시    |               | 국도 제17호선 구간 |
| 대전산업단지삼거리  | 대화로                                  | 대전광역시    |               | 국도 제17호선 구간 |
| 읍내네거리          | 대전광역시도 제112호선 (아리랑로)       | 대전광역시    |               | 국도 제17호선 구간 |
| 읍내삼거리          | 국도 제17호선 (신탄진로) 계족로         | 대전광역시    |               | 국도 제17호선 구간 |

## 주요 건물 및 시설
- 대전은어송초등학교 (대전광역시 동구 대전로 396)
- 한국전력공사 대전전력지사 (대전광역시 동구 대전로 422-12)
- 대전동부경찰서 천동파출소 (대전광역시 동구 대전로 501)
- 대전국악방송 (대전광역시 동구 대전로 591)
- 인동시장 (대전광역시 동구 대전로 701-9)
- 대전동구지역자활센터 (대전광역시 동구 대전로 731)
- 구 동양척식주식회사 대전지점 (대전광역시 동구 대전로 735)
- KT인동빌딩 (대전광역시 동구 대전로 739)
- 대전우체국 (대전광역시 동구 대전로 757)
- 신한은행 대전역금융센터 (대전광역시 동구 대전로 783)
- 신용보증기금 대전지점 (대전광역시 동구 대전로 853)
- KT&G 동대전지점 (대전광역시 동구 대전로 861)
- 대전오정동우체국 (대전광역시 대덕구 대전로 1095)
- 대전병원 (대전광역시 대덕구 대전로 1215)
- 대덕구평생학습원 (대전광역시 대덕구 대전로 1348)
- 회덕초등학교 (대전광역시 대덕구 대전로 1350)
- 회덕동 행정복지센터 (대전광역시 대덕구 대전로 1376)
- 대전대덕경찰서 회덕파출소 (대전광역시 대덕구 대전로 1386)

## 과거 도로명
구 금산길(국도 제17호선)
(금산로로 계속) - 남대전 나들목 - 낭월다리 - 대성동삼거리
구 가오동길(국도 제17호선)
가오동네거리 - 효동네거리
구 인효로(국도 제17호선)
인동네거리 - 원동네거리 - 원동삼거리 - 대전역네거리
구 삼성로(국도 제17호선)
삼성네거리 - 홍도육교오거리 - 오정동오거리 - 오정네거리 - 읍내동삼거리 - (신탄진로로 계속)